# Jean Gabin
Jean Gabin, ursprungligen Jean-Alexis Moncorgé, född 17 maj 1904 i Mériel, död 15 november 1976 i Neuilly-sur-Seine, var en fransk skådespelare.

## Biografi
Jean Gabins föräldrar var kaféunderhållare. Som 14-åring fick han anställning som "vanlig arbetare" men föll till föga för sin fars påtryckningar och 19 år gammal debuterade han som dansör vid Folies-Bergère i Paris. Han hade sedan biroller i varietéer, innan han återvände till Folies-Bergère som motspelare till Mistinguett.
1934 gjorde han filmdebut i Folket från de stora vidderna och fick sitt stora genombrott 1937 i Pépé från Marseille.
I slutet av 1930-talet fick han internationell berömmelse som en kraftfull filmpersonlighet, stark, tystlåten och verkligt mänsklig, ofta i roller som enstöring eller som arbetarklasshjälte.
Under andra världskriget fann Gabin en fristad i Hollywood, men de två amerikanska filmer han spelade in var tämligen obetydliga.
På 1950-talet återtog han i Frankrike sin ställning som Frankrikes förnämste skådespelare, som erfaren medelålders man med auktoritet.
Trots sitt något fräcka yttre kunde han alltid konsten att vara den perfekte franske gentlemannen i filmer under mellankrigstiden. En av hans mest populära rollgestaltningar var kommissarie Maigret i filmerna efter Georges Simenons romaner.
Gabin kunde emellertid på ett trovärdigt sätt även framställa roller som aristokrater, bönder, tjuvar och företagsledare. Han slutade aldrig att arbeta, och när han dog var han fortfarande helt levande i sitt yrke för fransmännen.

## Filmografi, ett urval
- 1934 – Folket från de stora vidderna
- 1935 – Legionärer, Spanien har lejt er att dö!
- 1936 – Jean från Paris
- 1937 – Pépé från Marseille
- 1937 – Den stora illusionen
- 1938 – Dimmornas kaj
- 1938 – Människans lägre jag
- 1939 – Dagen gryr
- 1941 – Stormnätter
- 1942 – Stormdriven
- 1944 – Bedragaren
- 1949 – Farlig hamn
- 1952 – Kärlekens fröjder
- 1954 – Grisbi - blod på guldet
- 1955 – Narkotikarazzia
- 1955 – Fröjdernas gata
- 1956 – Hon kom från Marseilles
- 1956 – Svart gris i Paris
- 1958 – Maigret gillrar en fälla
- 1958 – Samhällets olycksbarn
- 1958 – Den syndfulla leken
- 1960 – Dolt bevis
- 1961 – Falskmyntarna
- 1962 – Alla är vi vinterapor
- 1963 – Steg för steg
- 1968 – Den tatuerade legionären
- 1969 – Den sicilianska klanen
- 1971 – Katten (även produktion)
- 1973 – Hämnden och rättvisan